# Das Champagnerlied

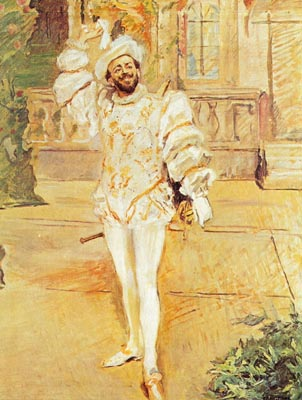
Max Slevogt, Das Champagnerlied, 1901/1902
Öl auf Leinwand, 215 cm × 160 cm Staatsgalerie Stuttgart

Das Champagnerlied oder Der Weiße d’Andrade ist ein Ölgemälde von Max Slevogt. Es ist 215 cm × 160 cm groß, 1901/1902 entstanden und hängt heute in der Staatsgalerie Stuttgart.
Der Weiße d’Andrade ist eines von drei großformatigen Gemälden, die Slevogt dem portugiesischen Bariton Francisco d’Andrade widmete. Es gilt als wichtiges Werk des deutschen Spätimpressionismus, das mit seiner malerisch-pastosen Malweise Slevogts künstlerischen Ruf neben Lovis Corinth und Max Liebermann festigte.

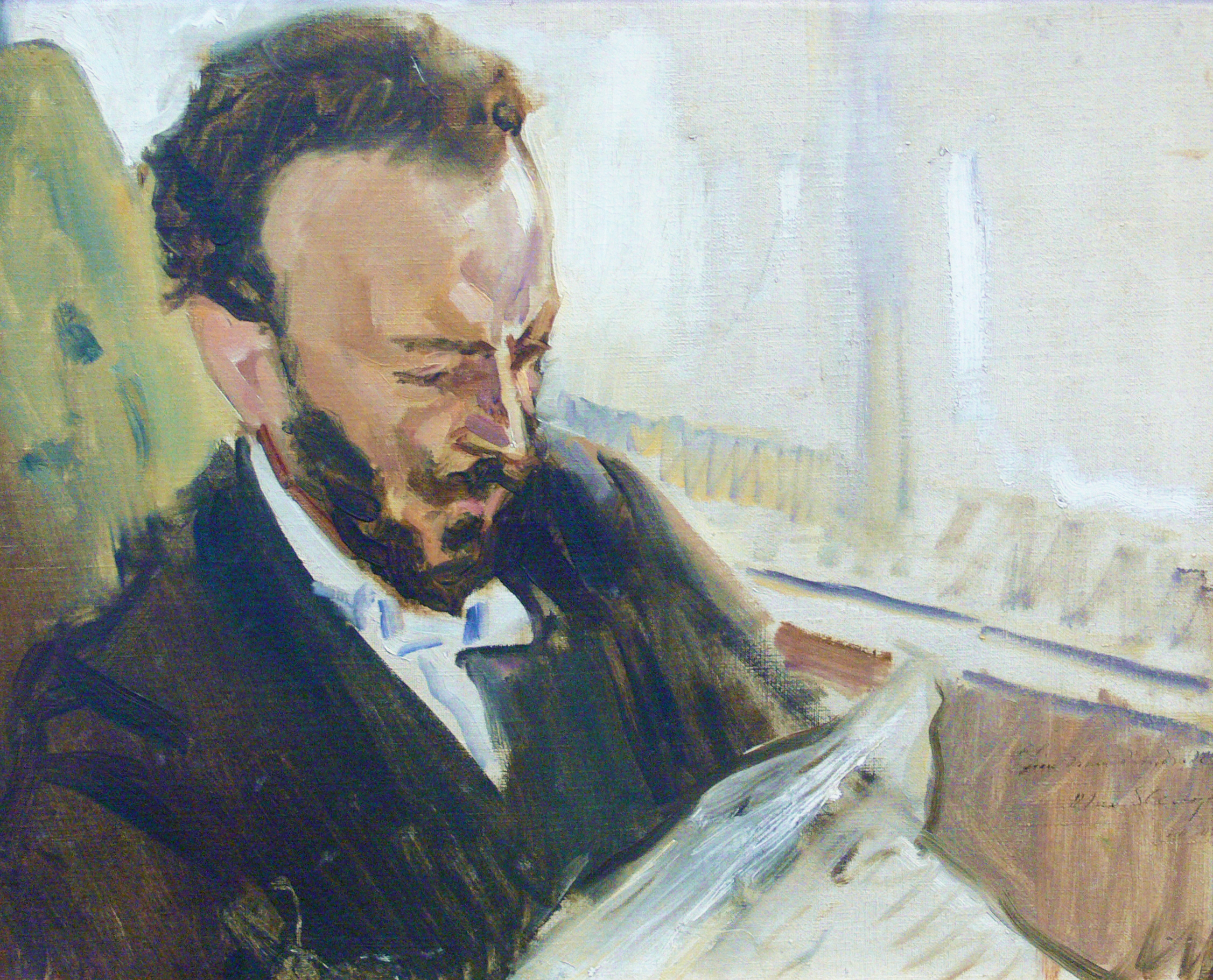
Max Slevogt, Der Sänger Francisco d’Andrade, Zeitung lesend, 1903, Nationalgalerie Berlin

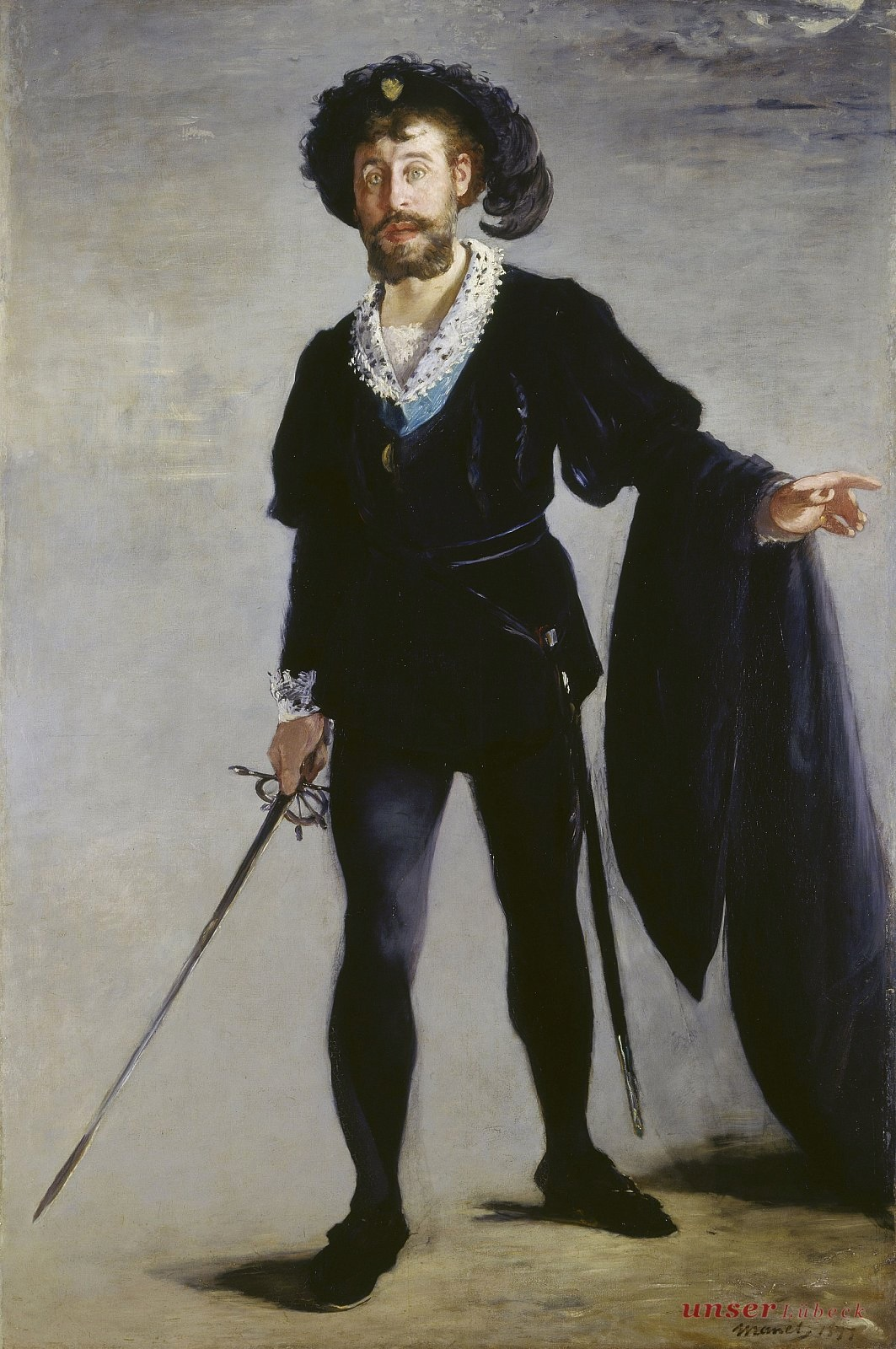
Édouard Manet, Jean-Baptiste Faure als Hamlet, 1877, Öl auf Leinwand, 196 cm × 131 cm, Museum Folkwang Essen

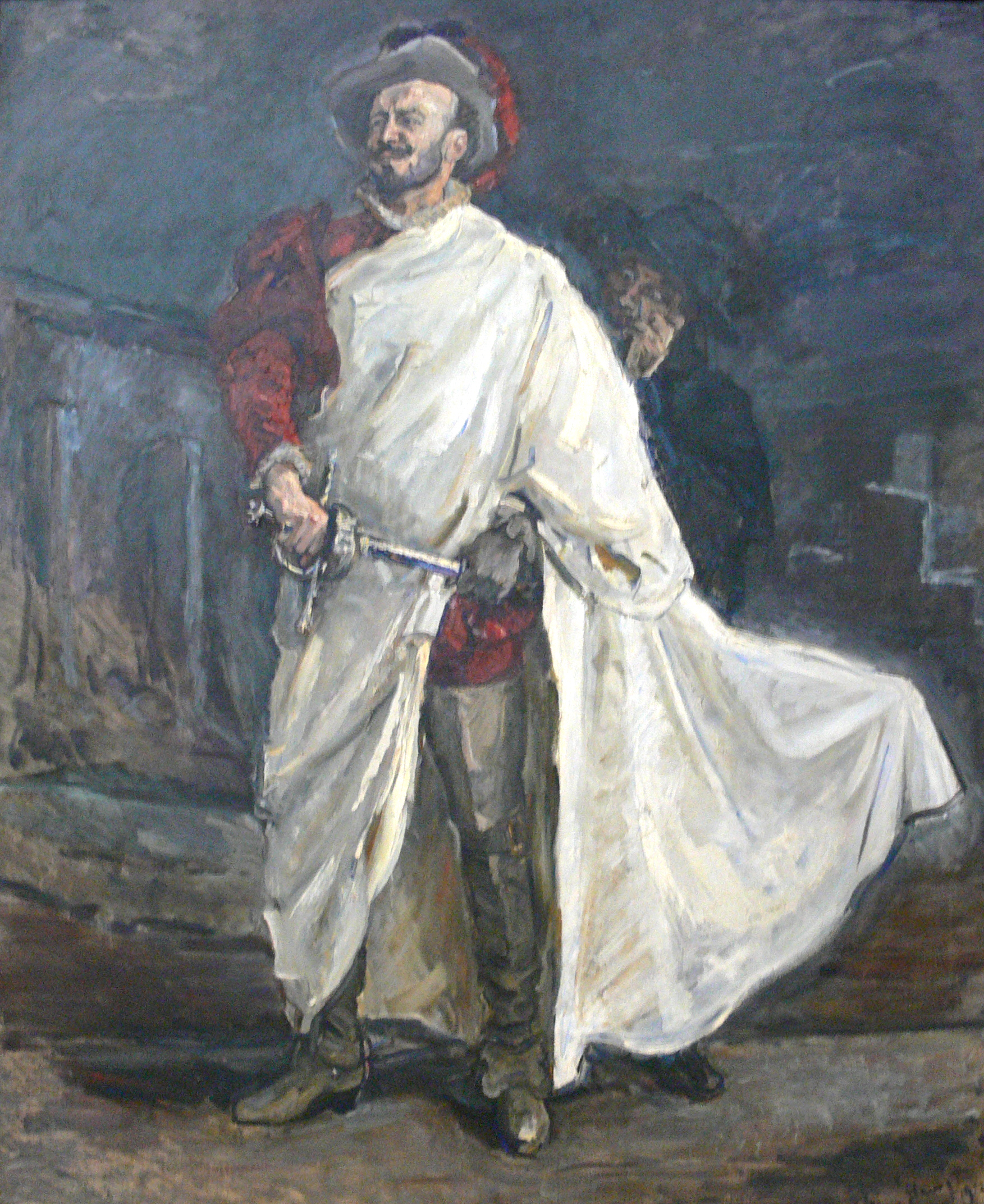
Max Slevogts, Roter d’Andrade (Der Sänger Francisco d’Andrade als Don Giovanni), 1912, Öl auf Leinwand, 210 cm × 170 cm, Nationalgalerie Berlin

Zugleich hatte Slevogt in Deutschland den neuen Bildtyp des Rollenporträts eingeführt. Lovis Corinth malte mit Gertrud Eysoldt als Salome 1903 und Rudolf Rittner als Florian Geyer 1906 weitere Rollenporträts. „Im völligen Aufgehen der Darsteller in ihren Rollen werden sie mit dem Schicksal derer identifizierbar, die sie verkörpern“, schreibt Armin Zweite. Von dem Gemälde existieren zahlreiche Vorstudien und Varianten. Weitere kleine Repliken befindet sich in der Sammlung Dr. Gaubitz, Hamburg und im Besitz des Sohns d’Andrades in Lissabon.
Allerdings könnte Das Champagnerlied von Édouard Manets Bildnis des Jean-Baptiste Faure als Hamlet beeinflusst sein. Ob Slevogt dieses Gemälde kannte, das sich seit 1927 im Museum Folkwang in Essen befindet, ist jedoch nicht sicher erwiesen.
Das Motiv zeigt den Namensgeber von Mozarts Oper Don Giovanni während der Arie Finch’han dal vino, calda la testa (Das Champagnerlied). Don Giovanni, der große Frauenverführer, steht zentral in hellem Bildraum vor kulissenhaftem Hintergrund. Als fürstlicher Gastgeber erteilt er mit großer Grandezza den Auftrag, ein großes Fest vorzubereiten, um damit bei den Frauen leichter sein Ziel zu erreichen. „Auf denn zum Feste, froh soll es werden, bis meine Gäste glühen von Wein“ (1. Akt, 15. Szene).
Als modellhafter Interpret des Don Giovanni galt der Opernsänger Francesco d’Andrade (* 1858 in Lissabon; † 1921 in Berlin), der im Berlin der Jahrhundertwende große Erfolge feierte. Slevogt begegnete d’Andrade, der für die Darstellung dieser Rolle als „dämonisch-triebhaft“ gelobt wurde, erstmals 1894 in einer von Hermann Levi dirigierten Don Giovanni-Aufführung der Königlichen Hofoper in München und freundete sich mit ihm an. „Bis zu seinem Tod war Slevogt von der gestaltenden Phantasie des Don Giovanni Motivs nicht losgekommen. In Radierungen, Holzschnitten und Lithografien wurden die d’Andrade-Bilder wiederholt“. Als der Sänger Francesco d’Andrade 1921 starb, malte Slevogt die Grablegung Don Giovannis.
Ein weiteres Gemälde Slevogts zu diesem Thema ist das 1903 entstandene Der schwarze d’Andrade (Öl auf Leinwand, 150 cm × 109 cm), das die vorletzte Szene des Stücks zum Thema hat (2. Akt, 14. Szene). Es zeigt den schwarz und gelb gekleideten Don Giovanni, wie seine rechte Hand von der weißen Marmorhand des Komturs gepackt wird. Die Hamburger Kunsthalle erwarb das Werk 1969 von Francisco d’Andrade jr.
Weit mehr Aufmerksamkeit erfuhr Slevogts Roter d’Andrade (Der Sänger Francisco d’Andrade als Don Giovanni), Öl auf Leinwand, 210 cm × 170 cm. Als 1912 auf Empfehlung von Ludwig Justi ein erstes Gemälde von Slevogt für die Nationalgalerie Berlin erworben werden sollte, wurden Kaiser Wilhelm II die Der Weiße d’Andrade und das erst im gleichen Jahr entstandene Gemälde Roter d’Andrade (mit der Kirchhofszene, im Hintergrund Leporello) in schwarz/weiß-Abbildungen zur Auswahl vorgelegt. Slevogt malte das Bild in Erwartung eines Ankaufs der Nationalgalerie. Wilhelm II: entschied sich für dieses neuere, „secessionistische“ Bild, eine Auswahl, die kritisiert und im Nachhinein als Fehler bezeichnet wurde.
Slevogt entwarf die Bühnenbilder für Aufführungen des Don Giovanni in Berlin und Dresden.